# Michelle Andrade
Michelle Stephanie Andrade (ukr. Мішель Стефания Андраде; ur. 10 listopada 1996 w Cochabamba) – ukraińsko-boliwijska piosenkarka, aktorka i prezenterka telewizyjna. Śpiewa po hiszpańsku, ukraińsku, angielsku, portugalsku i rosyjsku.

## Życiorys

### Życie prywatne
Urodziła się 10 listopada 1996 w Cochabamba jako córka Ukrainki, Swietłany i Boliwijczyka, Mario Andrade. Jej ojciec w młodości grał w zespole popowym i to on zaszczepił w niej miłość do muzyki. Ma starszego brata, Paolo. Mając dziesięć lat udała się na koncert Justina Biebera, który został jej idolem. W 2010 jej ojciec otrzymał propozycję pracy w Ukrainie i przeprowadził się tam zabierając ze sobą rodzinę. Jednak wkrótce ojciec Andrade musiał wrócić do Boliwii z powodu choroby babci, a Andrade została z matką w Kijowie. Jako dziecko interesowała się gimnastyką, tańcem oraz siatkówką. W 2010 zaczęła uczęszczać do szkoły muzycznej, a po jej ukończeniu zaczęła naukę w Kijowskim Instytucie Muzycznym im. R. Gliera.

### Kariera
W 2013 Andrade wzięła udział w programie, X-Factor, gdzie zauważył ją producent muzyczny, Potap. Po raz pierwszy na dużej scenie pojawiła się 2 października 2014 występując z zespołem Mozgi.
W 2015 pojawiła się w teledysku do utworu „Scream” autorstwa ukraińskiego zespołu rockowego, O.Torvald. 2 października 2016 nagrała utwór, „Amor”, do którego teledysk ukazał się w grudniu tego samego roku. 2 listopada 2017 ukazał się teledysk do piosenki, „Enough Whistles”. Dwa dni później odbył się jej koncert solowy. 15 grudnia 2017 wydała utwór, „Zyma”.
25 kwietnia 2018 w restauracji Manu w Kijowie prezentowała swój pierwszy mini album, La Primavera Boliviana, który został oficjalnie wydany dwa dni później. W skład albumu wchodziło pięć piosenek. 2 listopada ukazał się jej singiel, „Hasta la Vista”, a teledysk do niego pojawił się 30 listopada. 27 czerwca 2019 wydała swój pierwszy album studyjny, Latino Ritmo. Według TopHit, jej utwór „Ne znayu” grany był 264,396 razy w ukraińskich stacjach radiowych w 2020. W 2021 razem z piosenkarzem, Positive została prowadzącą programu, Orel i Reshka.

## Dyskografia

### Albumy studyjne
- 2019: Latina Ritmo

### Mini albumy
- 2018: La Primavera Boliviana

### Single
- 2016: „Amor”
- 2017: „Khavatyt svystok”
- 2017: „Zyma”
- 2018: „Musika”
- 2018: „Hasta la Vista”
- 2019: „Fe”
- 2019: „Corazon”
- 2019: „Ne znayu”
- 2020: „Misterios”
- 2020: „Proud”
- 2020: „Tonight”
- 2020: „Mirror”
- 2020: „100 000 khvylyn”